# Mukišanu
Mukišanu (hurritisch DMu-ū-ki-ša-nu-un; hethitisch Mu-ki-ša-nu) ist ein Wesir des hurritisch-hethitischen Gottes Kumarbi. Sein Name gilt als Ableitung des Ortsnamens Mukiš.
Bekannt ist er aus in Alalach gefundenen Keilschrifttexten, die in der Reihe Keilschrifttexte aus Boğazköy ediert wurden. Im Mythos tritt er selten in Erscheinung: Im Ḫedammu-Mythos erscheint er als derjenige, der Ḫedammu zu einem heimlichen Treffen mit dem Meeresgott einlädt, ohne auf seiner Reise dorthin vom Mond- oder Sonnengott oder von den Göttern der Erde gesehen zu werden. Im Ullikummi-Mythos tritt er hinter Impaluri, einem anderen Wesir des Kumarbi, zurück.
Im Kult tritt er in Šamuḫa in Erscheinung, wo ihm gemeinsam mit anderen Wesiren verschiedener Götter gemeinsam mit der Hauptgöttin Šauška Opfer dargebracht wurden.